# Luigi Moltrasio
Luigi Moltrasio (Rovellasca, 17 gennaio 1928 – Genova, 28 marzo 1990) è stato un calciatore italiano, di ruolo centrocampista.

## Carriera

### Club
Ha militato in Serie A con le maglie di Como, Torino e Lazio, totalizzando complessivamente 154 presenze e 14 reti.

Una formazione della Lazio della stagione 1956-57: Moltrasio è il primo in piedi da sinistra

### Nazionale
Ha al suo attivo anche 3 presenze con la Nazionale italiana, con la cui maglia ha debuttato a Roma il 5 dicembre 1954, nella partita amichevole vinta per 2-0 contro l'Argentina.

## Statistiche

### Cronologia presenze e reti in nazionale
| Cronologia completa delle presenze e delle reti in nazionale ― Italia | Cronologia completa delle presenze e delle reti in nazionale ― Italia | Cronologia completa delle presenze e delle reti in nazionale ― Italia | Cronologia completa delle presenze e delle reti in nazionale ― Italia | Cronologia completa delle presenze e delle reti in nazionale ― Italia | Cronologia completa delle presenze e delle reti in nazionale ― Italia | Cronologia completa delle presenze e delle reti in nazionale ― Italia | Cronologia completa delle presenze e delle reti in nazionale ― Italia |
| Data                                                                  | Città                                                                 | In casa                                                               | Risultato                                                             | Ospiti                                                                | Competizione                                                          | Reti                                                                  | Note                                                                  |
| --------------------------------------------------------------------- | --------------------------------------------------------------------- | --------------------------------------------------------------------- | --------------------------------------------------------------------- | --------------------------------------------------------------------- | --------------------------------------------------------------------- | --------------------------------------------------------------------- | --------------------------------------------------------------------- |
| 5-12-1954                                                             | Roma                                                                  | Italia                                                                | 2 – 0                                                                 | Argentina                                                             | Amichevole                                                            | -                                                                     |                                                                       |
| 16-1-1955                                                             | Bari                                                                  | Italia                                                                | 1 – 0                                                                 | Belgio                                                                | Amichevole                                                            | -                                                                     |                                                                       |
| 30-3-1955                                                             | Stoccarda                                                             | Germania Ovest                                                        | 1 – 2                                                                 | Italia                                                                | Amichevole                                                            | -                                                                     |                                                                       |
| Totale                                                                |                                                                       | Presenze                                                              | 3                                                                     |                                                                       | Reti                                                                  | 0                                                                     |                                                                       |

## Palmarès

### Club

#### Competizioni nazionali
- Coppa Italia: 1

Lazio: 1958